# 宇都宮駐屯地
宇都宮駐屯地（うつのみやちゅうとんち、JGSDF Camp Utunomiya）は、栃木県宇都宮市茂原1-5-45に所在する東部方面特科連隊第2特科大隊等が駐屯する陸上自衛隊の駐屯地である。

## 概要
駐屯地司令は、東部方面特科連隊第2特科大隊長が兼務。
飛行場のある北宇都宮駐屯地とは直線距離で4km程度、自転車で20分ほどだが、直接の関連性はない。

## 沿革
警察予備隊宇都宮営舎
- 1950年（昭和25年）11月13日：旧軍需工場跡「関東工業株式会社」跡地に警察予備隊宇都宮営舎が創設[2]。
- 1951年（昭和26年）5月1日：部隊新編。

1. 第1管区隊第6連隊が編成完結。第6連隊長が駐とん地部隊長兼務。
2. 第900輸送大隊本部および本部中隊が新編され、立川駐屯地へ移駐。

- 1952年（昭和27年）1月19日：部隊改編により、第6連隊が第3連隊に改称。

保安隊宇都宮駐屯地
- 1952年（昭和27年）10月15日：警察予備隊から保安隊に改編。
- 1953年（昭和28年）
  - 3月9日：第61連隊が豊川駐屯地から移駐。第61連隊長が駐とん地部隊長兼務。
  - 3月11日：第3連隊が名寄駐屯地に移駐。

陸上自衛隊宇都宮駐屯地
- 1954年（昭和29年）
  - 7月1日：

  1. 陸上自衛隊設置に伴い宇都宮駐屯地が開設される[3][4]。
  2. 第61連隊が第1特科連隊に称号変更。第1特科連隊長が駐屯地司令に職務指定。

  - 9月25日：部隊新編

  1. 第6特科連隊第1大隊が新編。
  2. 第109特科大隊が新編され第2特科群に隷属。

- 1955年（昭和30年） 
  - 1月28日：第6特科連隊第5大隊が編成。
  - 8月16日：第6特科連隊第1大隊および第5大隊が郡山駐屯地に移駐。
- 1958年（昭和33年）3月25日：第109特科大隊が南仙台駐屯地に移駐。
- 1960年（昭和35年）11月25日：第1特科連隊第4大隊が北富士駐屯地へ移駐。
- 1962年（昭和37年）
  - 1月18日：

  1. 第12特科連隊が創隊。駐屯地司令職務を第12特科連隊に移管。第12特科連隊長が駐屯地司令に職務指定。
  2. 第1特科連隊主力が駒門駐屯地へ移駐。

  - 3月26日：第104建設大隊が朝霞駐屯地から移駐。
  - 8月15日：第12特科連隊第2大隊が松本駐屯地へ移駐。
- 1969年（昭和44年）3月25日：第1特科連隊第6大隊が駒門駐屯地へ移駐。
- 1972年（昭和47年）
  - 7月31日：第104建設大隊が廃止。
  - 8月1日：第4施設群が編成完結。
- 1991年（平成03年）
  - 3月28日：第12特科連隊第6大隊が廃止。
  - 3月29日：第12高射特科大隊が新編。
- 2001年（平成13年）3月27日：部隊の新編、第12師団の旅団改編に伴う改編および移駐。

1. 東部方面総監直轄の第6地対艦ミサイル連隊が新編。第6地対艦ミサイル連隊長が駐屯地司令に職務指定。
2. 東部方面後方支援隊第301特科直接支援中隊（第6地対艦ミサイル連隊を支援）が新編。
3. 第362施設中隊、第303水際障害中隊が新編され、第4施設群に編合。
4. 第12特科連隊が第12特科隊に縮小改編。駐屯地司令職務を第6地対艦ミサイル連隊に移管。
5. 第12高射特科大隊が第12高射特科中隊に縮小改編され、相馬原駐屯地に移駐。
6. 第4施設群本部が朝霞駐屯地座間分屯地に移駐。

- 2008年（平成20年）3月26日：部隊新編および移駐。

1. 中央即応連隊が編成完結。
2. 第4施設群第362施設中隊が古河駐屯地へ移駐。
3. 第303水際障害中隊が小郡駐屯地へ移駐、第9施設群に編合。

- 2011年（平成23年）部隊廃止および移駐。
  - 4月21日：

  1. 第6地対艦ミサイル連隊が廃止。
  2. 東部方面後方支援隊第301特科直接支援中隊が廃止。

  - 4月22日：

  1. 第307施設隊および第102施設直接支援大隊第2直接支援隊が高田駐屯地から移駐。
  2. 駐屯地司令職務を第6地対艦ミサイル連隊から第12特科隊に移管。第12特科隊長が駐屯地司令に職務指定。

- 2017年（平成29年）3月27日：部隊新編および改編。

1. 中央即応連隊に施設中隊が新編。
2. 第334会計隊が第406会計隊宇都宮派遣隊に改編。

- 2018年（平成30年）3月27日：中央即応集団廃止に伴い、中央即応連隊が陸上総隊隷下に編入。
- 2019年（平成31年）3月26日：中央即応連隊に爆発装置処理隊が編成[5]。
- 2021年（令和03年）3月18日：第406会計隊宇都宮派遣隊が第334会計隊に改編[6]。
- 2023年（令和05年）
  - 3月15日：第12特科隊が廃止。
  - 3月16日：部隊新編

  1. 東部方面特科連隊第2特科大隊が編成完結。大隊長が駐屯地司令に職務指定[1]。
  2. 東部方面特科連隊情報中隊（北富士駐屯地：本部）の第2情報小隊が配置。
  3. 第306特科直接支援中隊直接支援小隊（第2特科大隊を支援）が編成。

## 駐屯部隊

### 東部方面隊隷下部隊
- 東部方面特科連隊
  - 情報中隊
    - 第2情報小隊

  - 第2特科大隊
- 第1施設団
  - 第307施設隊
- 東部方面後方支援隊
  - 第102施設直接支援大隊
    - 第2直接支援隊：第307施設隊を支援

  - 第306特科直接支援中隊
    - 直接支援小隊：第2特科大隊を支援
- 東部方面システム通信群
  - 第105基地システム通信大隊
    - 第317基地通信中隊
      - 宇都宮派遣隊
- 東部方面会計隊
  - 第334会計隊
- 宇都宮駐屯地業務隊

### 陸上総隊隷下部隊
- 中央即応連隊

### 防衛大臣直轄部隊
- 警務隊
  - 東部方面警務隊
    - 第125地区警務隊
      - 宇都宮派遣隊

## 駐屯地司令
| 官職名                                        | 階級    | 氏名      | 補職発令日    | 前職                             |
| --------------------------------------------- | ------- | --------- | ------------- | -------------------------------- |
| 東部方面特科連隊第2大隊長 兼 宇都宮駐屯地司令 | 2等陸佐 | 津田 裕介 | 2023年3月16日 | 陸上幕僚監部装備計画部装備計画課 |

## 最寄の幹線交通
- 高速道路：東北自動車道 鹿沼IC、北関東自動車道 壬生IC/宇都宮上三川IC
- 一般道：国道4号、国道121号、国道123号、栃木県道2号宇都宮栃木線、栃木県道71号羽生田上蒲生線、栃木県道184号安塚雀宮線、栃木県道193号雀宮真岡線
- 鉄道：JR東日本東北本線 雀宮駅、東武鉄道東武宇都宮線 安塚駅(タクシー利用)/おもちゃのまち駅(タクシー利用)/東武宇都宮駅(路線バス利用)
- 飛行場：宇都宮飛行場（その他の空港）
- 路線バス：関東自動車・JR宇都宮駅～東武西口～航空学校前～雀宮駅入口～雀宮陸上自衛隊～石橋駅線にて「雀宮陸上自衛隊」下車

## 重要施設
- 新栃木変電所（超高圧変電所）（宇都宮市）
- 新茂木変電所（超高圧変電所）（芳賀郡茂木町）
- 国分寺変電所（1次変電所）（下野市）
- SUBARU宇都宮製作所（宇都宮市）
- 五十里ダム（日光市）
- 宇都宮清原工業団地（内陸型工業団地では国内最大規模）（宇都宮市）
- 宇都宮工業団地（平出工業団地）（宇都宮市）
- 那須御用邸（那須郡那須町）
- 御料牧場（塩谷郡高根沢町）